# André Dacier
André Dacier (Castres, 6 de abril de 1651 - París, 18 de septiembre de 1722) fue un filólogo, helenista, traductor y académico clásico francés.

## Biografía
Dacier nació en Castres (Tarn), en la Alta Occitania. Hijo de un abogado protestante, asistió primero a la Academia de Puylaurens y, luego, a la Academia de Saumur para estudiar bajo la dirección de Tanneguy Le Fèvre, siendo condiscípulo de su hija Anne, también traductora de autores clásicos, con quien se casó en 1683. Ambos abjuraron el protestantismo en el cual habían sido educados.
A la muerte de Lefebvre en 1672, Dacier se trasladó a París y fue nombrado por Charles de Sainte-Maure como uno de los sabios encargados de comentar a los autores clásicos para el uso del Delfín. Posteriormente, obtuvo el cargo de guardián de la biblioteca del Louvre, correspondiente al Gabinete del Rey. En 1695, fue aceptado en la Academia de las inscripciones y lenguas antiguas y, poco después, también en la Academia francesa, de la cual se convirtió en secretario perpetuo en 1713.
Apoyó a su esposa con ocasión del resurgimiento de la querella de los antiguos y los modernos provocada por la publicación por parte de Antoine Houdar de La Motte de una versión abreviada y modificada de su traducción de la Ilíada y a la cual Anne replicó con su obra titulada Des Causes de la corruption du goût (De las causas de la corrupción del gusto).

## Obras
Sus trabajos más importantes, casi siempre acompañados de buenas notas y comentarios, fueron sus ediciones de Pompeius Festus y Verrius Flaccus (Sex. Pompei Festi et Mar. Verrii Flacci de verborum significatione lib. XX, notis et emendationibus illustravit Andreas Dacerius in usum Delphini. Accedunt in hac nova editione notae integrae J. Scaligeri, Fulvii Ursini et Antonii Augustini cum fragmentis et schedis atque indice novo, Amstelodami: Sumpt. Huguetanorum, 1700), así como sus traducciones comentadas de Horacio (París, 1681-89), la Poética de Aristóteles (París, 1692) y la Electra y Edipo en Colono de Sófocles (París, 1692). También tradujo las obras de Epicteto y Simplicio de Cilicia (París, 1715), Hipócrates (1697, 4 vols.), Marco Aurelio (París, 1690), las Vidas paralelas de Plutarco (cinco en París, 1694; la totalidad, en París, 1721 y Ámsterdam, 1723), Pitágoras y Hierocles (París, 1706), una selección de obras de Platón (París, 1699), la Ciropedia de Jenofonte (1777), y Anastasio Sinaíta